# 김제군 (1963년 선거구)
김제군은 대한민국의 옛 국회의원 선거구이다. 당시 전라북도 김제군 지역을 관할했다.

## 역사
제6대 국회의원 선거를 앞두고 김제군 갑, 김제군 을 선거구가 통합되면서 신설되었다.
제9대 국회의원 선거를 앞두고 정읍군 선거구와 통합되며 정읍군·김제군 선거구를 이루게 됨에 따라 폐지되었다.

## 역대 국회의원
| 선거   | 정당 | 정당       | 의원   |
| ------ | ---- | ---------- | ------ |
| 1963년 |      | 민주공화당 | 장경순 |
| 1967년 |      | 민주공화당 | 장경순 |
| 1971년 |      | 민주공화당 | 장경순 |

## 역대 선거 결과

### 대한민국 제6대 국회의원 선거
|  | 66.50% |

|  | 28.54% |

|  | 3.73% |

|  | 1.22% |

### 대한민국 제7대 국회의원 선거
|  | 69.67% |

|  | 26.50% |

|  | 2.29% |

|  | 0.91% |

|  | 0.61% |

### 대한민국 제8대 국회의원 선거
|  | 57.81% |

|  | 39.99% |

|  | 1.07% |

|  | 0.59% |

|  | 0.51% |